# Eloria nimbosa
Eloria nimbosa is een vlinder uit de familie spinneruilen (Erebidae), onderfamilie donsvlinders (Lymantriinae). De wetenschappelijke naam van deze soort is voor het eerst geldig gepubliceerd in 1923 door Paul Dognin.
De soort komt voor in het Amazonegebied.